# Asteroid skupine S
Asteroid skupine S je pripadnik skupine silikatnih asteroidov. Celotna skupina asteroidov se po spektru močno razlikuje od ogljikovih asteroidov tipa C in od kovinskih tipa X. Tipi asteroidov, ki spadajo v to skupino, se razlikujejo po Tholenovem in po SMASS razvrščanju.

## Razvrščanje po Tholenu
Po Tholenovem razvrščanju v to skupino spadajo asteroidi tipa S. 
Vključuje vse tipe iz SMASS razvrščanja razen asteroidov tipa A, Q in R, ki imajo značilno absorbcijsko črto pri 1 μm.

## Razvrščanje po SMASS
Po SMASS razvrščanju širša S skupina vsebuje naslednje tipe asteroidov:
- tip A
- tip K
- tip L
- tip Q
- tip R
- tip S osrednji tip za asteroide z značilnim spektrom S skupine
- Sa, Sk, Sl, Sq in Sr tipi, ki predstavljajo prehode med asteroidi tipa S in tipi A, K, L, Q in R